# Plötsligt i Vinslöv
Plötsligt i Vinslöv är en dokumentärfilm från 1999 av Jenny Bergman och Malin Skjöld, med foto av Mårten Nilsson. Filmen hade premiär i SVT2 den 2 oktober 2001.
Dokumentären handlar om några invånare i den skånska orten Vinslöv och europamästaren i bangolf, Kjell Fredriksson. Dokumentären har fått mer eller mindre kultstatus och DVD-utgåvan var 2009 SVT:s bäst säljande film genom tiderna.
År 2009 kom uppföljaren Plötsligt igen.

## Medverkande
- Holger Nilsson (15 januari 1943 - 25 september 2010)
- Kjell Fredriksson
- Anders Svensson
- Peter Björnsson
- John Albrektsson (15 november 1937 - 15 november 2004)
- Karl-Gustaf Friis
- Sven-Erik Magnusson
- Anneli Cederholm
- Börje & Kerstin Jönsson
- Sven Christiansson
- Jacko Jackonelli

## Reaktioner på filmen
Efter att filmen visats blev flera av seriens huvudpersoner kända i såväl Vinslöv som övriga Sverige. Flera medverkande har i efterhand i olika medier och berättat om sina upplevelser och omgivningens reaktioner på filmen som både varit positiva och negativa. Flera valde också att flytta från orten. Anders Svensson är en av de medverkande som flera gånger i media berättat om en omtumlande tid efter att filmen visats och att det tog honom flera år innan han kunde återvända till orten. Scenen från filmen när Anders Svensson grillar hemma i köket och scenen när Holger Nilsson pratar i telefon med sin bror i Australien har båda blivit internetmem som frekvent fortfarande, år 2021, delas på internet. Anders Svensson har också blivit ett samlarkort efter att företaget Stormaktstiden inkluderat scenen med honom i köket i en serie om Sveriges mest uppmärksammade internetfenomen under 2000-talet. Filmen har blivit så vida känd att Hässleholms kommun inkluderar filmen som en del i marknadsföringen av Vinslöv som turistmål.